# 5つのルシャン

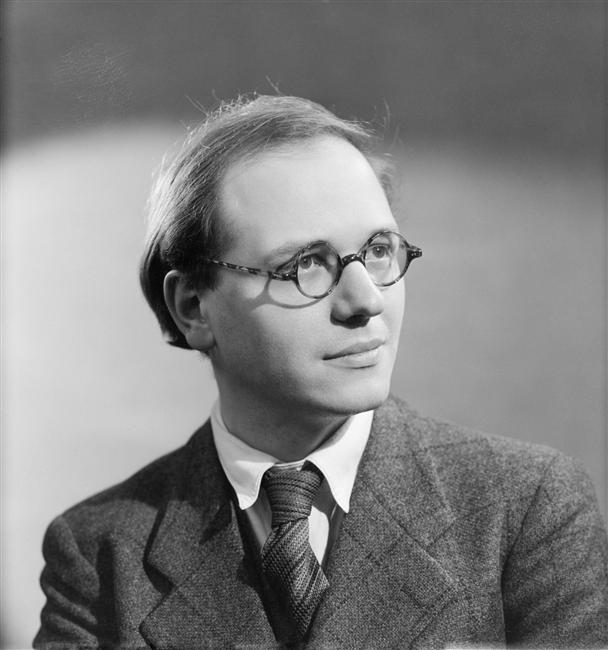
オリヴィエ・メシアン（1937年）

『5つのルシャン』（いつつのるしゃん、フランス語: Cinq Rechants pour douze voix mixtes a cappella）は、フランスの作曲家オリヴィエ・メシアン（1908年 - 1992年）が1948年（または1949年）に作曲した、無伴奏、12声部の混声合唱曲である。
歌曲集『ハラウィ』（1945年）、『トゥーランガリラ交響曲』（1948年）に続く、人間の愛と死をテーマとした「トリスタン三部作」の最後を飾る作品であるが、5曲を合わせた演奏時間約が約20分と三部作中で最も小規模である。
自ら「作曲者にしてリズム創造者」と称するメシアンの作品らしくリズムに特徴があり、インドに伝わるターラを使用するなど独特の作曲技法が駆使されている。歌詞はメシアン自身によるもので、サンスクリット語に似た創作言語による歌詞とフランス語による歌詞とが併用されており、『トリスタンとイゾルデ』、『アーサー王物語』、『青ひげ』、ギリシャ神話、ボスやシャガールの絵画などに関連する言葉がシュルレアリスティックに散りばめられている。
5つの曲から成っており、それぞれの曲にはタイトルがなくI～Vの番号のみが付けられている。ただし、以下のように歌詞の冒頭部分をタイトルのようにして扱うことがある。なお、本稿では「第1曲、第2曲･･････」のように表記する。
- 第1曲「アヨ　カプリタマ　ラ　リ　ラ　リ　ラ　リ　ラ　サレノ」
- 第2曲「初めてのこと　地　地　開く扇」
- 第3曲「わたしの愛の衣　わたしの愛　わたしの愛の牢獄」
- 第4曲「ニョカマー　パラランスキー　解かれた花束が光を放つ」
- 第5曲「マヨマ　カリモリモ　マヨマ　カリモリモ」

## 編成
ソプラノ3、コントラルト（アルト）3、テノール3、バス3から成る12声部の無伴奏合唱で、1つのパートを1人で担当するヴォーカル・アンサンブルが想定されている。
そもそも「無伴奏12声部の合唱」の作品はあまり一般的なものではなく、フランシス・プーランクが1943年に作曲したカンタータ『人間の顔』以降、実験的な新しい響きが追求された分野である。この形態の作品では、ダリウス・ミヨーの『ヴィーナスの誕生』（1949年）、ジャン・イヴ・ダニエル＝ルシュールの『雅歌』（1952年）が『5つのルシャン』とほぼ同時期に作曲されている。また、これらの作品からやや遅れて作曲されたヤニス・クセナキスの『夜』（1968年）は『5つのルシャン』と同じ編成で書かれている。

## トリスタン三部作

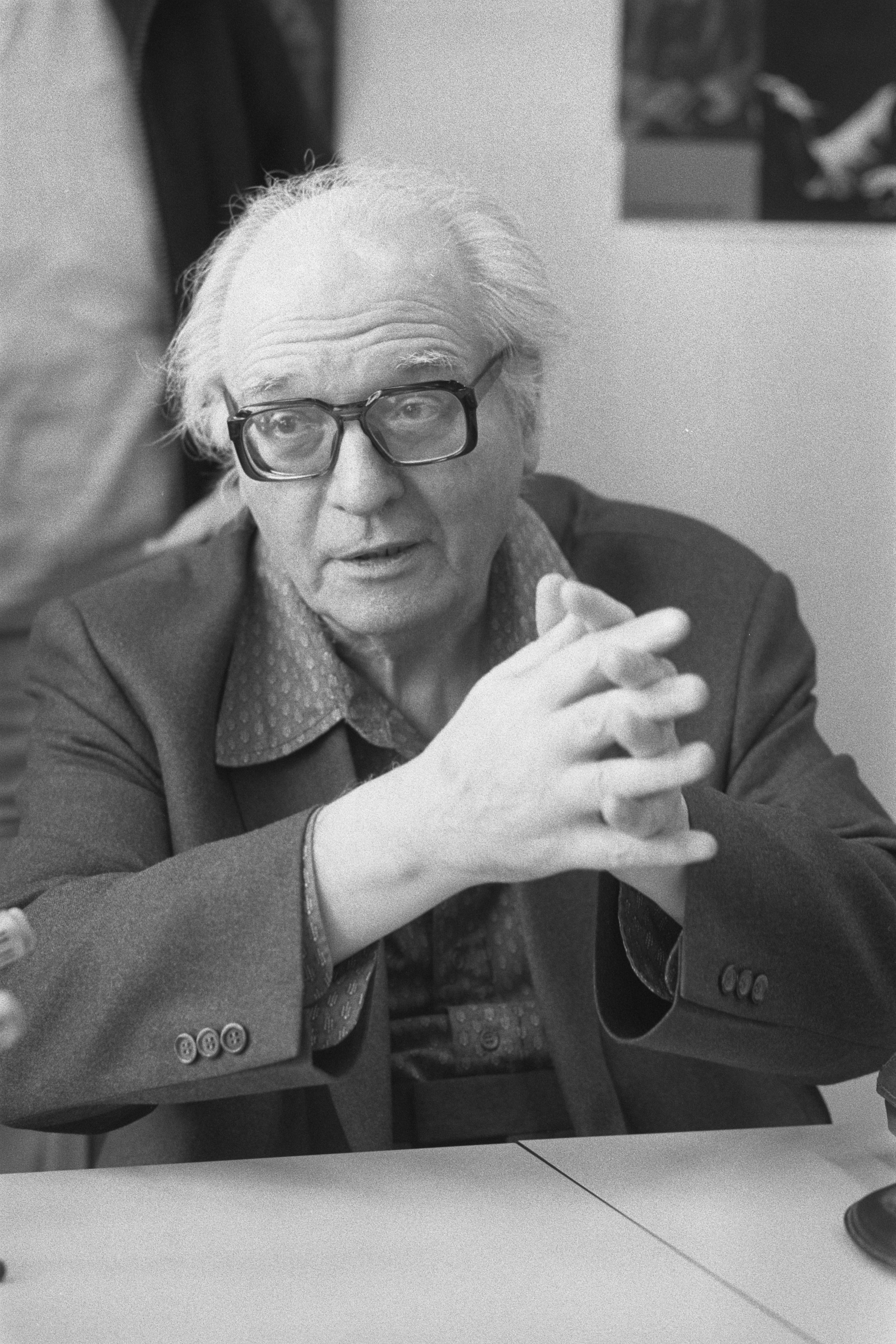
オリヴィエ・メシアン（1986年）

『5つのルシャン』は人間の「愛」をテーマにした作品である。フランスのサラベール社から出版されている楽譜の巻頭にはメシアンによる5つの短い注意書きがあり、その5番目には次のように書かれている。
サントトリニテ教会のオルガン奏者でもあったメシアンは敬虔なカトリック信者であり、彼の作品の多くは神学的な真理を表現するために書かれている。その一方で、メシアンは「人間の愛」も「神の愛」に次いで重要視しており、特に「トリスタンとイゾルデ」（伝説、及びリヒャルト・ワーグナーの楽劇『トリスタンとイゾルデ』）を、「文学と音楽における、愛に関する偉大な詩作の象徴」と捉えていた。メシアンがそこに見出していたのは、「宿命的な愛」、「死に至る愛」、「肉体を超越した愛」といった観念である。
メシアンが「トリスタンとイゾルデ」に象徴される「宿命的な愛」、「清純な愛に至る死」といった観念をテーマとして作曲したのが、歌曲集『ハラウィ - 愛と死の歌』、『トゥーランガリラ交響曲』及び『5つのルシャン』という、1940年代後半に書かれた3つの作品であり、これらは「トリスタン三部作」と総称される。この三部作はオペラのようにストーリーを追うものではないが、『5つのルシャン』においては「イゾルデ」や「ブランゲーネ」といった登場人物の名や「媚薬」など、伝説を暗示する具体的な言葉が歌詞に含まれている（後述）。
なお、三部作の各作品を楽曲の規模の面で比較すると、12曲構成で演奏時間55分の『ハラウィ』、10楽章構成で演奏時間80分の『トゥーランガリラ交響曲』に比べ、5曲で構成され演奏時間が20分の『5つのルシャン』はかなり小ぶりである。

## 作曲と初演

### 作曲の背景

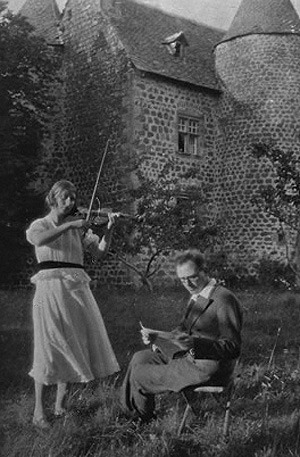
クレールとメシアン

『5つのルシャン』はフランスの合唱指揮者マルセル・クロー（マルセル・クーロー）からの依頼により作曲された。作品は1948年12月に完成し、依頼者が率いる合唱団「アンサンブル・ヴォーカル・マルセル・クロー」（Ensemble Vocal Marcel-Couraud）に献呈されている。
ただし、出版譜にも記されている「1948年12月」という完成時期についてはメシアンの記憶違いである可能性が指摘されている。メシアンの伝記を著したピーター・ヒルとナイジェル・シメオネは、12月9日に『トゥーランガリラ交響曲』が完成したばかりであることから、『5つのルシャン』の完成はその直後の12月中ではなく翌1949年の初めであったとの考えを示している。また、1968年に発売された『5つのルシャン』を収録したレコードでは、メシアン自身が「1949年」の作品としてプログラムノートを書いている。
『5つのルシャン』の作曲時期に限らず、この時期に起こった出来事に関するメシアンの記憶は曖昧な点や誤解があり、例えば1949年に初めてアメリカ合衆国を訪問したことを1948年の出来事だと信じて疑わず、アメリカのタングルウッドで書いた『カンテヨジャーヤー』の作曲年が、楽譜では1948年となっていたりする。
こうした記憶の混乱には、当時のメシアンの私生活の状況が関係している。1940年代の後半、メシアンの妻クレール・デルボスは病による精神障害に苦しんでいたが、1949年1月に受けた子宮摘出手術を機に病状が一気に悪化し、メシアンの家庭生活は修羅場と化していたのである。
なお、こうした状況はメシアンの作風の変化にもつながっている。『トゥーランガリラ交響曲』を作曲し終えたメシアンには大作をじっくりと作曲する余裕がなく、以降の数年間は、『5つのルシャン』を初めとして、実験的で小規模な作品を書くようになっていた。

### 初演までの経緯
作曲を進める中で、メシアンは『5つのルシャン』が演奏可能な作品であるという確信が持てておらず、声の限界を確認するため、草稿段階の『5つのルシャン』を弟子イヴォンヌ・ロリオとのピアノ連弾によりクローに聴かせ、助言を求めた。クローは初めて作品に接したときの衝撃を次のように語っている。

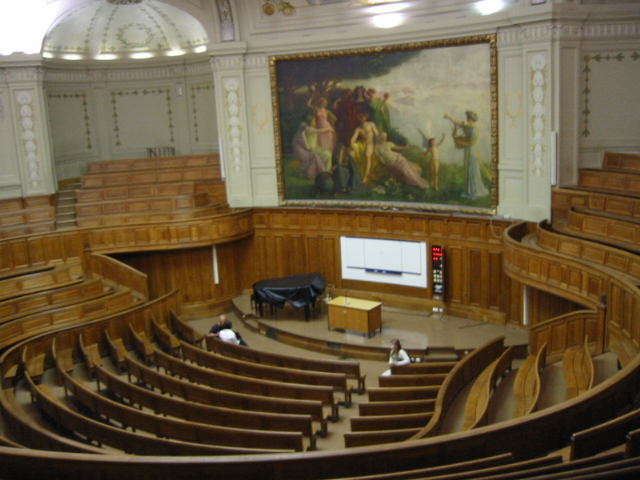
アンフィテアートル・リシュリュー

後日、完成した印刷譜を読み込んだクローは『5つのルシャン』をステージに乗せるために必要な練習回数を約40回と見積もった。初めて楽譜を見た合唱団のメンバーからは強い拒否反応があったがクローは構わず練習を開始した。リズムの扱いが格別に難しく、メンバーは他のパートに惑わされずに歌うことに苦労したという。クローは「終わりもなく出口もないトンネルに迷い込んだかのような気分」の中で根気強く練習を進め、およそ1年がかりでこの曲を仕上げた。
1950年6月15日、パリのソルボンヌにあるアンフィテアートル・リシュリュー（Amphithéatre Richelieu）において、マルセル・クロー指揮、アンサンブル・ヴォーカル・マルセル・クローによる公開初演が行われた。
その後、クローは『5つのルシャン』をレパートリーとして再演を繰り返し、1980年代までの約30年間に同曲を約200回演奏したとされる。また、1968年4月25日にはフランス国立放送合唱団のメンバーを指揮して商業用の録音を行っており、このレコードは同年にエラート社から発売された。

## 評価
メシアン自身は『5つのルシャン』を「自分の最良の作品の一つ」として非常に愛着を持っていた。また、ドイツの音楽評論家ハンス・ハインツ・シュトゥッケンシュミットは、メシアンが書いた中で「最も美しい、それ自身として最もまとまった作品」と高く評価している。さらにシュトゥッケンシュミットは次のような作品に対するコメントを遺している。

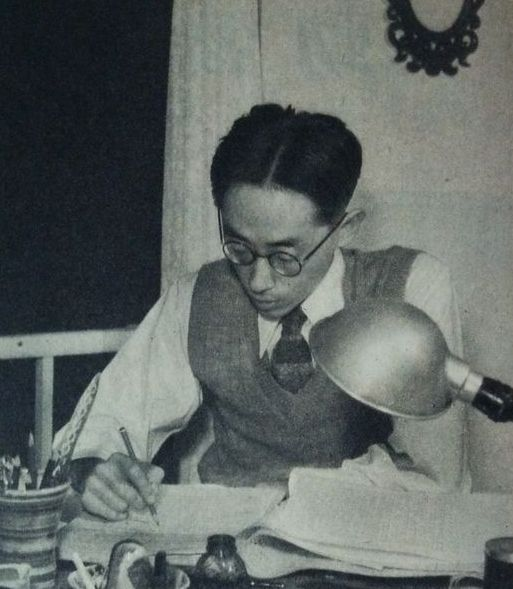
柴田南雄（1952年）

日本の作曲家柴田南雄は、初演から1年半あまりしか経っていない1952年2月9日に放送されたラジオ番組「音楽入門」で『5つのルシャン』を紹介しており、そのときのコメントが活字として残っている。ここで柴田は「非常に独特な、またすごく演奏のむずかしい」曲としながらも、「今までの合唱曲の概念とは全く別な、不思議な美と力に満ちています。」と述べている。なお、この番組では「クロー指揮、フランス大使館寄贈特殊レコード（SP）」が使われていた。
柴田の指摘する「演奏の困難さ」と「合唱作品としての独創性」については他にも同様の評価がなされている。例えば、音楽学者の皆川達夫は、1965年に出版された『合唱音楽の歴史』の中で次のように述べている。
メシアンの評伝を著したフランスの作曲家ピエレット・マリの評価もほぼ同様である。

## 歌詞と内容
メシアンは『3つの歌』（1930年）、『ミのための詩』（1936年）、『地と天の歌』（1938年）、『ハラウィ』（1945年）の4つの歌曲集で自ら歌詞を書いており、『5つのルシャン』においても自ら歌詞を手掛けた。
『5つのルシャン』の歌詞の特徴の一つは、メシアンによる「創作言語」とフランス語が併用されているところにあり、1950年6月15日に行われた公開初演のプログラムには「創作言語による愛の詩にのせた声のリズム」とある。

### 創作言語の歌詞
ここで使われている創作言語とは、例えば、「カプリタマ」、「ニョカマー」、「カリモリモ」といった「奇妙な」もので、その響きはインドのサンスクリット語やペルーのケチュア語を思わせるが単語としての意味は全くない。メシアンはこのような創作言語の前例としてエクトル・ベルリオーズの『ファウストの劫罰』で歌われる「悪魔の合唱」を挙げながら、自らの創作言語については、その「音声の質」を機能として発明されたものであり、優しさや音色、音楽的リズムの強調のため、特定のリズムや特定の声域に対応するように選ばれているのだと説明している。また、(Wiest(1990))は、『5つのルシャン』の創作言語はフランス語にはない力強いアクセントやリズムを音楽に与え、人間の原始の感情を表現していると述べている。
なお、創作言語による歌詞の部分は、普通に指定された音程で歌われるほか、音程をつけず「話すように」リズムを刻んだりする。音程を指定しない場合、楽譜では音符の符頭が"◇"の記号で示され、"parlé"（話す）という指示が与えられている。

### フランス語の歌詞

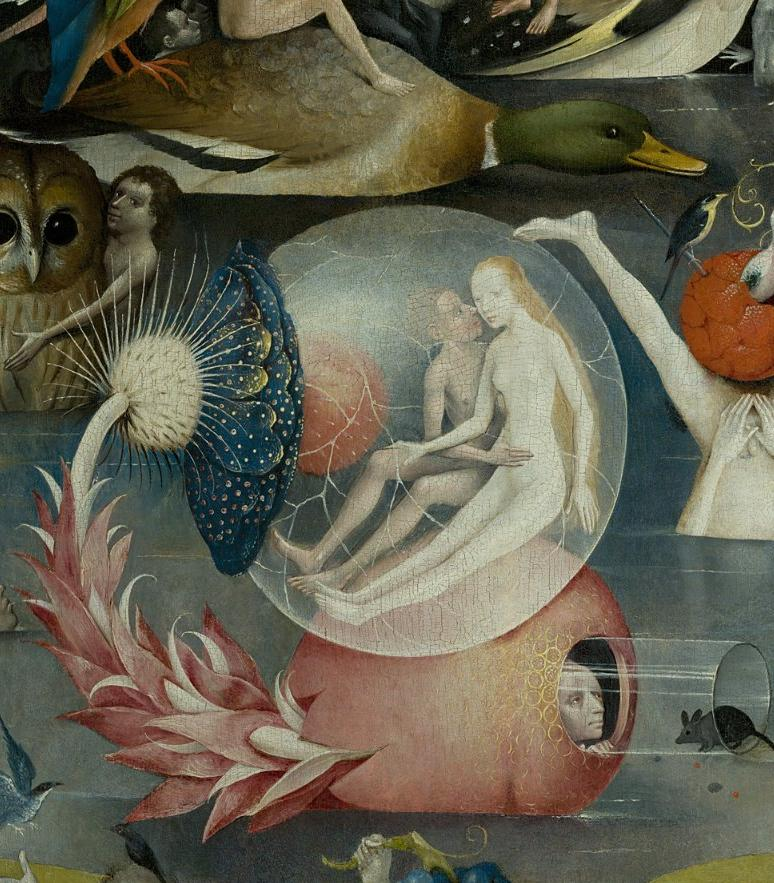
ボス「快楽の園」（部分）

フランス語で書かれた歌詞には、神話や芸術作品に因んだ、人名を初めとする様々な単語がコラージュのように散りばめられており、その素材は「トリスタンとイゾルデ」に留まらない。
「トリスタンとイゾルデ」の登場人物では、王女イゾルデ（Yseult、フランス語では「イズー」）と、イゾルデの侍女ブランゲーネ（Brangien）の名が出てくる。この物語のもう一人の中心人物トリスタンについては直接の言及はないが、「愛の漕手」（rameur d'amour）という言葉によって暗示されている。この他、「アーサー王物語」から妖精ヴィヴィアン（Viviane）、ギリシャ神話からオルフェウス（Orphée）、ペルセウス（Persée）とメデューサ（Méduse）、青ひげ伝説から青ひげ公（Barbe Bleue）の名前が出てくる。
人名以外では、トリスタンとイゾルデが誤って飲んで恋に落ちることになる「媚薬」（philtre）、青ひげの「第七の扉の城」（château de la septième porte）などが物語との関連の深い言葉として登場する。
さらに、ヒエロニムス・ボスの絵画「快楽の園」に着想を得た「星の水晶球」（bulle de cristal d'étoile）という言葉があり、これは妖精ヴィヴィアンが魔法使いマーリンを封印した「空中楼閣」のイメージとも結びついている。絵画関連では他にマルク・シャガールの作品に着想を得た「空を翔ける恋人たち」（les amoureux s'envolent）といった言葉が出てくる。
また、「金色の触手を持つ蛸」（pieuvre aux tentacules d'or）や「4匹のトカゲ」（quatre lézards）といった生物が出てくるが、これらも「快楽の園」に関連していると解釈されている。また、蛸の触手とメデューサの蛇でできた髪の関連も指摘されている。
フランス語の歌詞は、シュルレアリストの詩人ピエール・ルヴェルディやアンドレ・ブルトンに影響を受けたシュルレアリスム風、あるいはキュビズム風であり、句読点がなく単語間の文法的なつながりもほとんど見られないため、個々の単語の意味を知っている者にとってもミステリアスなものになっている。

### 主要なシンボル

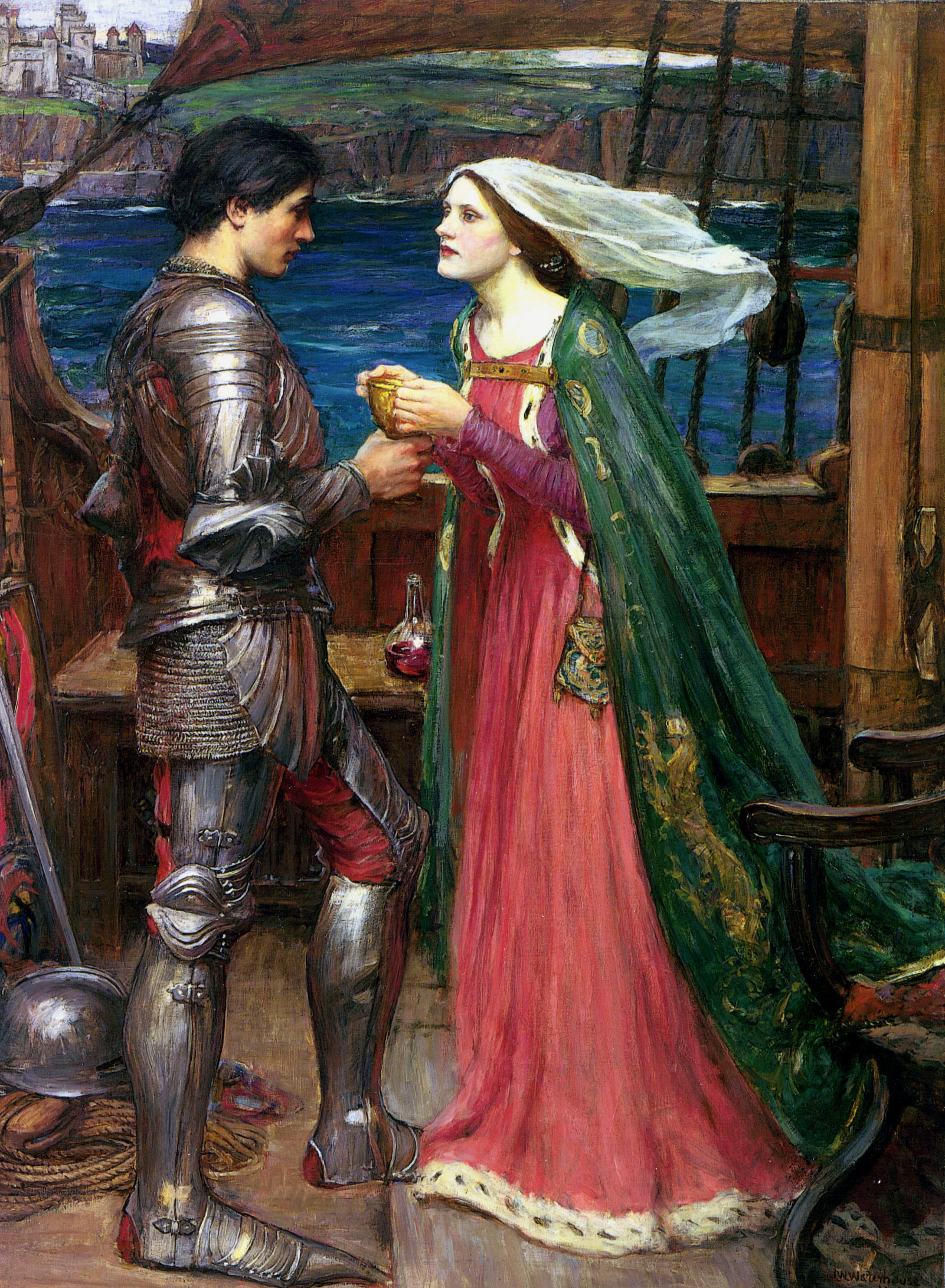
J・W・ウォーターハウスが描いた「トリスタンとイゾルデ」。船上で毒薬（実は媚薬）を飲もうとしている場面。

『5つのルシャン』の歌詞が様々な背景を持っていることについてメシアンは次のように語っている。
また、メシアンは著作『リズム論・色彩論・鳥類学論』（Traité de Rhythme, de Couleur, et d’Ornithologie）において、トリスタンとイゾルデ、オルフェウス、青ひげ、ヴィヴィアンとマーリン、ペルセウスとメデューサを、『5つのルシャン』の主要な5つのシンボルだと説明している。
このうち、「トリスタンとイゾルデ」、「オルフェウス」、「青ひげ」の3つの物語では、いずれも主人公が「後戻りできない一線」を越えてしまう場面が重要な位置を占めている。具体的には、「トリスタンとイゾルデ」では、トリスタンとイゾルデが誤って媚薬を飲み恋に落ちてしまう場面、「オルフェウス」では、地獄から帰還するオルフェウスが途中で後ろを振り返ってしまったために永遠に妻を失ってしまう場面、「青ひげ」では、青ひげの妻が開けてはならない「第七の扉」を開けてしまい、夫が過去の妻たちを殺していたことを知る場面である。
前述したように、『5つのルシャン』を作曲した頃、メシアンの妻クレールは精神を病んでいた。その一方で、メシアンは弟子であり音楽のパートナーであったピアニストのイヴォンヌ・ロリオと互いに強く惹かれ合っていた。二人は気持ちの上では愛し合っていたが、信仰の戒めに従って恋人の関係にはなることはなく、ただ精神と音楽のみでつながる「不可能な愛」の状態にあった。こうしたことからヒルとシメオネは、『5つのルシャン』は「メシアンの苦境の表現」であり、作品に通底している「後戻りできない一線」とはロリオのことを指すのだと主張している。

### ルヴェルディの解釈

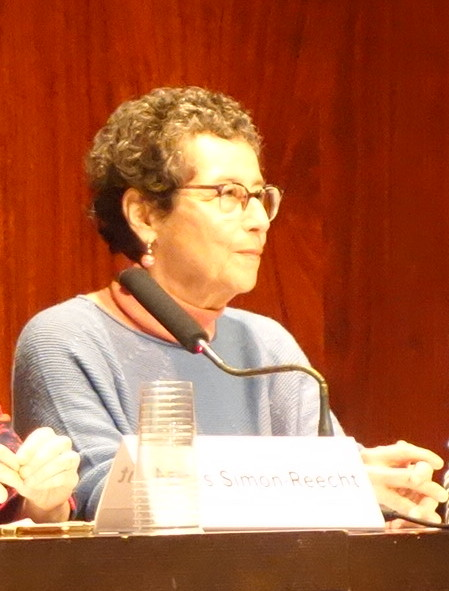
ミシェル・ルヴェルディ（2019年）

音楽学者のミシェル・ルヴェルディは、5曲が意味するところを次のように解釈している。
- 第1曲：主要なシンボルの提示[26]
- 第2曲：恋人たちの婚約[26]
- 第3曲：恋人たちの完全な合一[26]
- 第4曲：愛の成就[26]
- 第5曲：恋人たちの死の克服[61]「最愛の人が時間を超越したところにいる。その目はいま、きわめて神秘的に、過去または未来を旅している[26]」

これらの解釈は、ルヴェルディが1989年に『5つのルシャン』に関する本の出版を企てた際、あらかじめメシアンに見せた原稿に記されていたものである。ルヴェルディの解釈はこの曲の官能的で肉欲的な側面に踏み込んでいたのだが、それらはメシアンによって削除された。反対に、上記の解釈は訂正や削除を受けなかったことから、メシアンが了承したものと見做されているのである。
なお、ルヴェルディは第5曲の説明にメシアンの言葉を引用している。メシアンはレコードのライナーノートでも同様の言葉を使っており、そこではエドガー・アラン・ポーの短編小説『ライジーア』との関連が示唆されている。

## 楽曲の形式

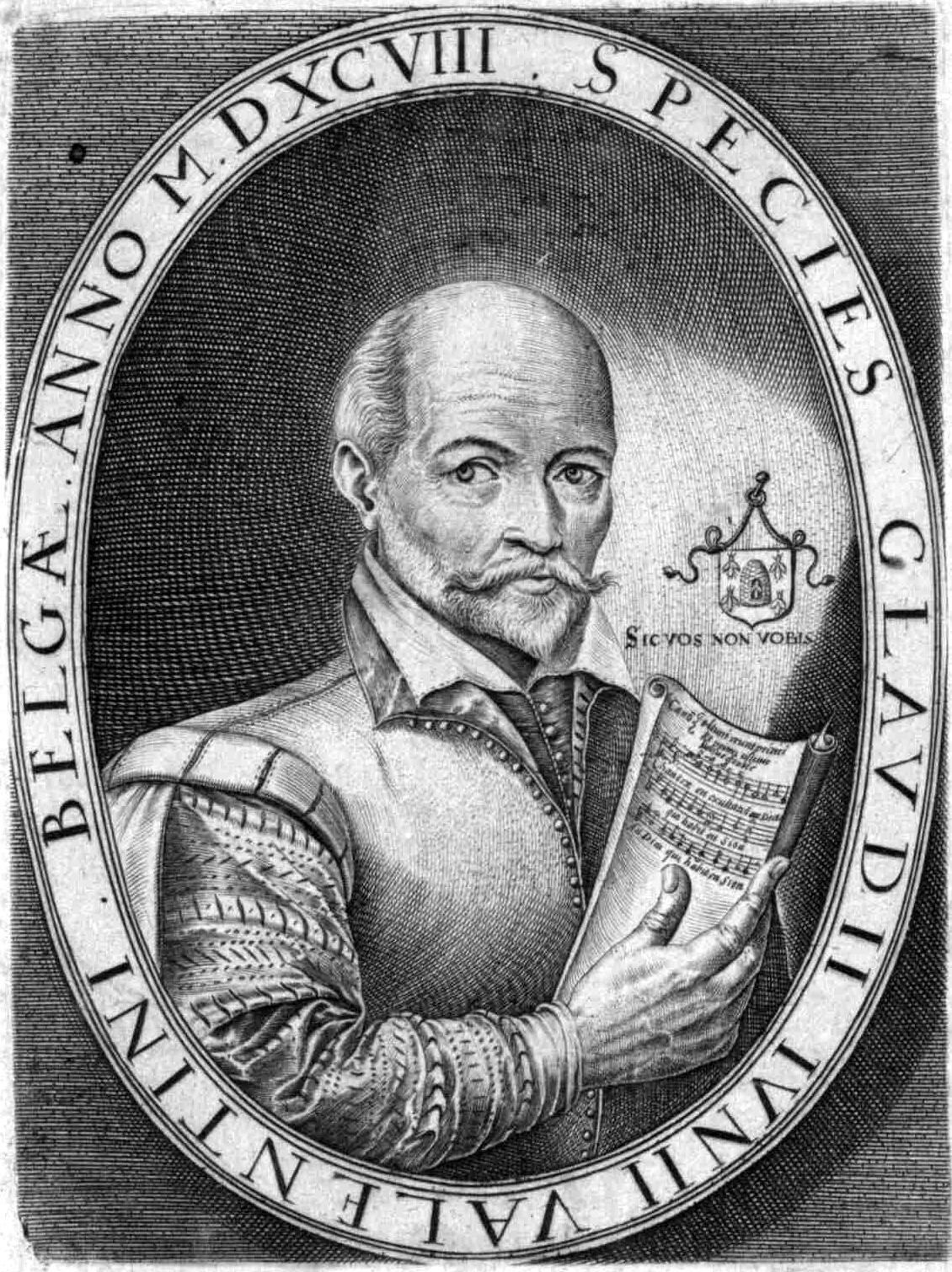
クロード・ル・ジュヌ（1530-1600）

作品タイトルにある「ルシャン」（Rechant、再歌）とは、「シャン」（Chant、歌）と対をなす言葉で、同じ言葉や音楽が繰り返し登場する「リフレイン（フランス語ではルフラン）」の古語である。16世紀頃には、ルシャンとシャンを交互に配置する形式の音楽が作られており、その一つであるクロード・ル・ジュヌ作曲の『春』（Le printemps）を、メシアンは「音楽史上最大の傑作の一つ」と高く評価し、研究の対象にするとともに大学の講義でも取り上げていた。
『5つのルシャン』は、ル・ジュヌの『春』に対するオマージュとして、この古い音楽の形式が踏まえられている。ただし、メシアンはシャンのことを「ク―プレ」（couplet）と呼んでいるので、「ルシャンとシャン」ではなく「ルシャンとクープレ」が交替する形となっている。
また、ル・ジュヌのシャンは繰り返すごとに歌詞を変えているが、メシアンのクープレは繰り返しても歌詞は変わらず、音楽に新しい要素が追加されることで複雑さが増すようになっている。
『5つのルシャン』を構成する5つの曲は、全てコーダがあり、第1、3、5曲には序奏がついている。ルシャン、ク―プレ、序奏、コーダの組み合わせ方は、次に示すように、曲によってすべて異なっている。なお、最後の第5曲のみ、「ルシャン」と「クープレ」が交互にならないアーチ型の構成になっている。
第1曲
| 序奏 | ルシャン | クープレ | ルシャン | クープレ | ルシャン | コーダ |
第2曲
| クープレ | ルシャン | クープレ | ルシャン | コーダ |
第3曲
| 序奏 | クープレ | ルシャン | クープレ | ルシャン | クープレ | コーダ |
第4曲
| ルシャン | クープレ | ルシャン | クープレ | ルシャン | クープレ | ルシャン | コーダ |
第5曲
| 序奏 | クープレ | ルシャン | ルシャン | クープレ | コーダ |

## リズムの特徴
メシアンは自らを「音楽の構築家（作曲家）にして、かつリズム家」（Compositeur de la musique et rythmicien）と呼んでおり、古代ギリシャやインドの音楽のリズムを研究し、西洋音楽の規則的な拍子に縛られない独特な音楽を作った。『5つのルシャン』は、メシアンのリズムに関する探求の集大成とされている。

### インドのリズム
メシアンは、13世紀インドのサールンガデヴァが著した理論書『サンギータ・ラトゥナーカラ』に掲載されている、古代インドの120種類のリズム「デシー・ターラ」（deçî-tâlas）について研究しており、『5つのルシャン』には「デシー・ターラ」から複数のリズムパターンが使われている。
第5曲のルシャンには、"Gajajhampa"、"Simhavikrama"、"Candrakalâ"、"Râgavardhana"という4種類のインドのリズムが使われている。

メシアンは上記の4種類のリズムをそのまま連結し、次の譜例のように拍子を割り当てている。なお、実際の楽譜にはインドのリズム名は書かれていない。

第1曲のクープレでは、ソプラノが"Miçravarna"のリズムで旋律を歌う。

ところが楽譜は4分の2拍子で書かれており、16分音符単位で「2＋2＋2＋3」というリズムの"Miçravarna"は小節に綺麗に収まらないため、次の譜例のように小節線とは無関係に"Miçravarna"のリズムが進んでいくことになる>。

第1曲のクープレでは、上記のソプラノの旋律にアルトが"Simhavikrama"のリズムで対位し、2回目のクープレではさらにバスが"Laya"のリズムで加わるが、そのいずれもが4分の2拍子の拍節には収まらない。さらに、同時に歌われる3種類のインドのリズム同士も周期が異なっているため、ずれが生じることになる>。

### 逆行不能なリズム
第3曲のクープレの主要な動機は次のようなリズムであり、アクセントのついた音符を中心に前後が対称となっている。この、前から読んでも後ろから読んでも同じ回文のようなリズムが、メシアンが「デシー・ターラ」を研究する中で見出し理論化した「逆行不能なリズム」（Les rythmes non rétrogradables）と呼ばれるものである。

この3小節の動機を発展させる際は、両端の2小節は変化させず、中央の小節にある3つの音の長さを変化させることで動機全体を拡大・縮小する。第3曲には3つのクープレがあるが、1回目のクープレでは下の譜例の（A）→（B）、2回目のクープレでは（A）→（B）→（C）と拡大し、3回目のクープレでは（D）→（C）→（B）→（A）と縮小する。なお、拡大・縮小のいずれのプロセスでも「逆行不能」の状態は維持されている。

リズムが拡大・縮小する動機とリズムが変化しない動機を組み合わせる手法は、イーゴリ・ストラヴィンスキーがバレエ音楽『春の祭典』（1913年）の「生贄の踊り」で使っているものであり、メシアンはこれを「ペルソナージュ・リトミック」（「リズム的人物」）と名づけ、自らの作品に取り入れていた。

### ポリリズム
第3曲のクープレで「逆行不能なリズム」が独特な方法で展開しているとき、そのベースラインは全く別の方法で成長する、下の譜例のリズムを繰り返している。ここではアクセントの付いた音符の周期が「2-3-4-5」と16分音符1つずつ拡大している。なお、この譜例では小節線を取り払っている。

これを「逆行不能なリズムの拡大」と合わせると、リズムの周期が異なるポリリズムとなる。次の譜例は第3曲の2回目のクープレのリズムを取り出したものである。2つのリズムパターンは同時に始まるが、別々に成長していき二度と出会わない。なお、スラーは大きなリズムの周期を示しており、実際の楽譜にあるものではない。

## 各曲の構成

### 第1曲
| 序奏 | ルシャン | クープレ | ルシャン | クープレ | ルシャン | コーダ |

第1曲では、主要なシンボルのうち、ペルセウスとメデューサを除く4つ（トリスタンとイゾルデ、オルフェウス、青ひげ、ヴィヴィアンとマーリン）が提示される。
序奏とコーダは同一の音楽であり、無伴奏のソプラノソロが創作言語により「アヨ　カプリタマ･･････」と歌う。
主部はやや速いテンポ（Presque vif）のルシャンと中庸のテンポ（Modéré）のクープレが交替する。3回あるルシャンでは、話し言葉による「tktktktk･･････」という打楽器的なリズムや「ha ha」という激しい（hurieux）怒りの笑いを挟み、「ブランゲーネ」、「オルフェウス」、「死の星に向かって飛び立つ恋人たち」が歌われる。2回目のルシャンは1回目の繰り返しだが、3回目のルシャンではソプラノのハミングによるカノンが追加され、「笑い」が5回から8回に増えるなどの変化が加えられている。
クープレは2回あり、1回目はインドの"miçravarna"のリズムによりイゾルデの名や「星の水晶玉」を含む歌詞を歌うソプラノと、"simhavikrama"のリズムで創作言語により歌うアルトが複雑に絡み合う。2回目はここに男声が2声部加わり、テノールは話し言葉による打楽器的なリズムを奏で、バスは新たなインドのリズム"laya"により「青ひげの第七の扉」について歌う。

### 第2曲
| クープレ | ルシャン | クープレ | ルシャン | コーダ |

序奏はなく、中庸なテンポ（Bien modéré）のクープレと、「速く、陽気に」（Vif, gai）という指示があるルシャンが交替する。2回挿入されるルシャンはオクターブユニゾンで歌われ、創作言語のみが使われている。
冒頭のクープレはアルトソロの4小節のフレーズをバスソロが繰り返して始まるが、アルトの「初めてのこと」「開く扇」に対してバスは「最後のこと」「閉じる扇」と、歌詞が対称的になっている。クープレの後半では「フルートのソロ」や「4匹のトカゲ」への言及がある。2回目のクープレでは、テノールとバスが創作言語の歌詞を話すように歌う。ここではテノールとバスに合わせて小節線が引き直されているため、旋律は下の譜例のように譜割が1回目(1)と2回目(2)で全く異なっている。なお、ここでのスラーは実際のフレーズに付けられているスラーである。

コーダはクープレの素材によっている。2回目のクープレで追加された男声の話し言葉によるリズムだけが3小節続いた後、旋律の終わり4小節が歌われ、テンポを落として物思いにふけるように終わる。なお、第2曲においては12人の歌手が同時に歌う部分がない。

### 第3曲
| 序奏 | クープレ | ルシャン | クープレ | ルシャン | クープレ | コーダ |

全5曲のクライマックスがこの第3曲に置かれている。
「遅く、愛情を込めて」（Lent , caressant）とある序奏は、ハミングによるppのハーモニーを伴い、ソプラノが「私の愛の衣」（ma robe d'amour）と歌い始める。続いて出てくる「私の愛の牢獄」（ma prison d'amour）は、「マーリンを閉じ込めた空中楼閣」や「星の水晶玉」と共通の「閉じ込める」イメージを持っており、第1曲の「空を翔る恋人たち」の自由で開放的なイメージとは対照的な言葉である。
2回挿入されるルシャンではハミングの和音を背景にソプラノが歌う。ルシャンの歌詞には「イゾルデ」、「ヴィヴィアン」、「光の蛸」（pieuvre de lumière）、「ピンクの群衆」（foule rose）といった言葉が含まれる。
クープレは前述したように、「逆行不能なリズム」の拡大・縮小やポリリズムなどが展開される。3回目のクープレの後半部分では、12の声部が8分音符1拍ずつ遅れて次々に入ってくる長2度のカノンとなり、fffのクライマックスに至る。このカノンの部分はシュトゥッケンシュミットが「極端に複雑な箇所」としており、皆川（1965）でも譜例付きで紹介されている。
コーダは、クライマックスから一転、Lentとなり、トリスタンとイゾルデが運命の一線を超えたことを示す「今夜、媚薬は飲み干された」というフレーズが、ppの和音で愛情を込めて（caressant）歌われる。そこに絡むソプラノソロのヴォカリーズは、『トゥーランガリラ交響曲』の第6楽章「愛の眠りの園」の第4小節に出てくるフルートソロを引用したものである。

### 第4曲
| ルシャン | クープレ | ルシャン | クープレ | ルシャン | クープレ | ルシャン | コーダ |

序奏はなく、「楽しく」（joyeux）とされた急速なテンポ（Très vif）のルシャンと、「単調に」（monotone）とされた中庸なテンポ（Modéré)のクープレが交替する。歌詞の大部分は創作言語によって占められており、意味のある言葉は「花束」など僅かであるが、ルヴェルディが「愛の成就」と解釈したこの曲について、Bruhn(2007)は性的な意味合いがあることを示唆している。
ルシャンは、12人の歌手全員がffのオクターブユニゾンで「ニョカマー　パラランスキー･･････」と歌う。なお、第4曲のみルシャンは4回あり、毎回同じ音楽が繰り返される。
クープレは、アルトからテノールに引き継いで歌われる単調な「ロマタマタマタマ･･････」という動きに対し、並行する三全音の響きをもったバスが>感情を込めて（expressif）ハミングで歌う。
コーダはクープレの素材によって始まる。バスのハミングの歌はクープレ3回、コーダ1回の計4回登場するが、旋律は毎回異なるものになっている。コーダはソプラノソロによる無伴奏のヴォカリーズに、男声が「私の花束が光を放つ」（mon bouquet rayonne）と応え、pppで終わる。
なお、第4曲では三全音の音程が支配的な要素となっており、ルシャンの旋律の動きや、クープレの男声の響きにこの音程が使われている。

### 第5曲
| 序奏 | クープレ | ルシャン | ルシャン | クープレ | コーダ |

この曲のみルシャンとクープレが交互に配置されておらず、全体がアーチのようなシンメトリカルな構造になっている。また、序奏とコーダの素材は共通しているが、それぞれを締めくくる言葉は、前者が「過去に」、後者が「未来に」と対称になっており、「最愛の人が時間を超越したところにいる。その目はいま、きわめて神秘的に、過去または未来を旅している」という言葉と繋がっている。
序奏はテンポが「Vif - Modéré - Lent」と変化する。男声による精力的な（vigoureux）「マヨマ　カリモリモ」という創作言語から始まり、フランス語で「メロディー」、「太陽」といった言葉が歌われる。第1曲の素材であった打楽器的な「tktktktk」がppで引用され、遠くからの（lointain）「過去に」（dans le passé）という言葉で序奏を終える。
クープレは非常に中庸なテンポ（Bien modéré）で歌われ、歌詞は一部創作言語を交えながら、「媚薬」、「イゾルデ」、「ヴィヴィアン」、「ピンクの群衆」、「黄金の触手を持つ蛸」といった、既に提示された言葉を再現し、「愛の漕手（=トリスタン）」、「ペルセウス」、「メデューサ」といった新しい要素を追加する。
少し速いテンポ（Un peu Vif）のルシャンは、前述したようにインドの「デシー・ターラ」の4つのリズムをつなげたものである。「残忍な」(brutal)という指示があり、終始ffでアクセントを伴って歌われる。歌詞は「4匹のトカゲ」や「蛸」に言及しており、テノールがsffffの「ハ」という爆発的な笑いで締めくくる。この「笑い」は、第1曲と関連がある素材であり、「激しく」（furieux）という指示も共通している。
引き続きルシャンの繰り返し（Reprise du Rechant）となるが、変化が加えられており、小節数も3小節多い13小節となっている。
その後、クープレが新しい声部の動きを伴って再現された後、コーダとなる。第5曲冒頭の「マヨマ　カリモリモ」が戻ってくるが、すぐに男声での「tktktktk」のppでの掛け合いとなり、最後は遠くから聞こえる「未来に」（dans l'avenir）という言葉で全曲を締めくくる。

## ロリオ

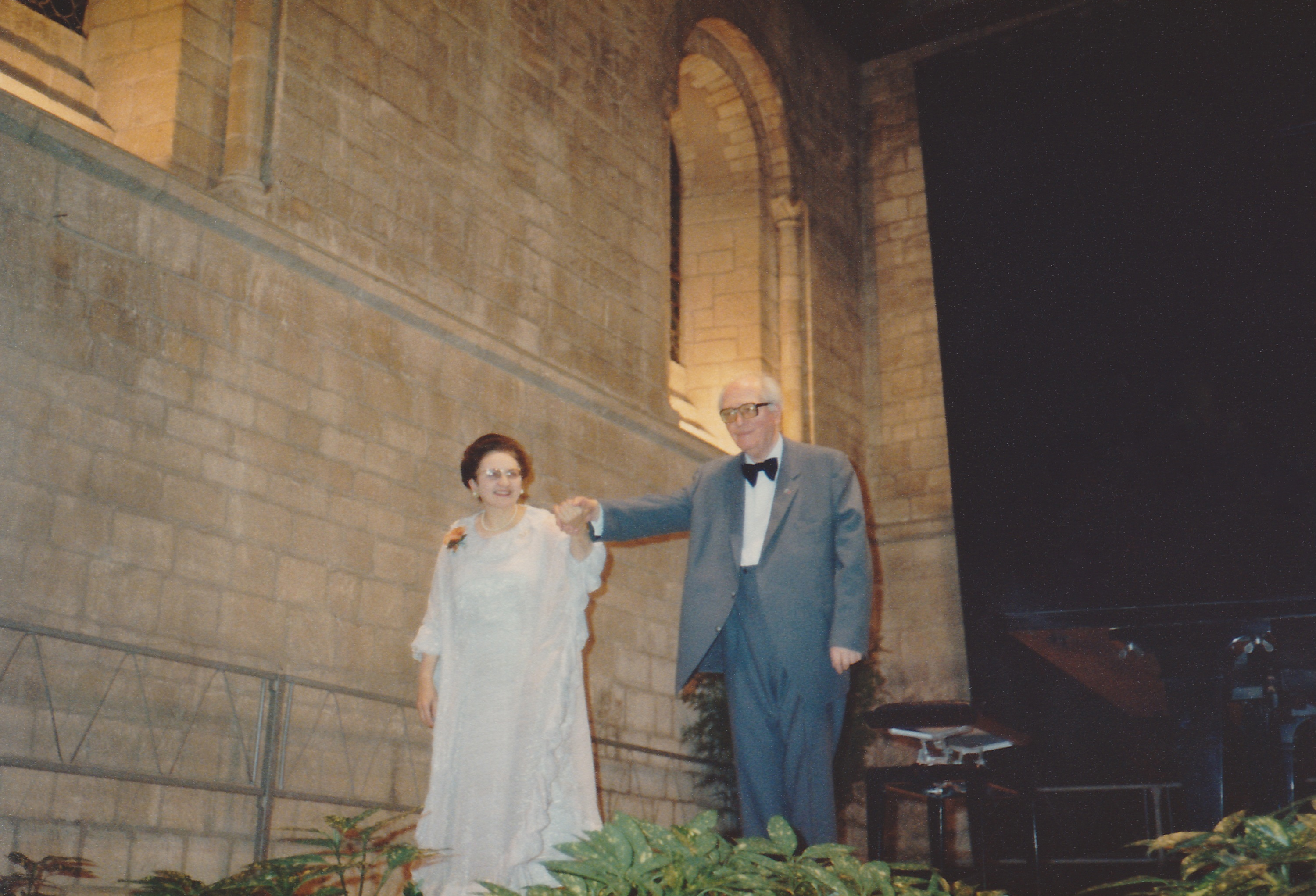
ロリオとメシアン（1982年）

メシアンが1950年代後半に作曲した『鳥のカタログ』は全13曲からなるピアノ曲であるが、その第2曲「ニシコウライウグイス」（又は「キガシラコウライウグイス」）には、『5つのルシャン』からの引用がある。曲の後半、楽譜に「黄金と虹の思い出」（souvenir d'or et d'arc-en-ciel）と書かれた部分で左手が演奏している和音は、『5つのルシャン』第3曲の最後を締めくくる「今夜、媚薬は飲み干された」のフレーズを引き延ばしたものである。
偶然にも「ニシコウライウグイス」のフランス語表記は"Le Loriot"（ロリオ）であり、メシアンはしばしばイヴォンヌ・ロリオ（Yvonne Loriod）の綴りを鳥の名前と混同して"Yvonne Loriot"と書くことがあったという。その「ロリオ」と題する曲に『5つのルシャン』の「一線を超える」フレーズを引用したことについて、ヒルとシメオネは、イヴォンヌ・ロリオに対するメシアンの気持ちを表したものであると考察している。
『鳥のカタログ』全曲初演が行われたちょうど一週間後にあたる1959年4月22日、メシアンの最初の妻クレールは長い闘病の末に息を引き取った。その葬儀を済ませたメシアンはロリオに想いを告げ、二人は1961年に夫婦となる。メシアンとロリオの夫婦関係は1992年のメシアンの死まで続いた。